# Іван Мелешко
Іва́н Меле́шко (р. н. і смерті невід.) — письменник XVI століття, автор промови-пародії на варшавськім сеймі буцімто посла від Смоленська і Мозиря. Михайло Возняк не є переконаний, що це реальна фігура, а не літературний псевдонім.

## Спір про історичність
Достовірність історичного існування Івана Мелешка деякий час наприкінці XIX — на початку XX століття піддавалася сумніву. Так, наприклад, Микола Сумцов у своїй статті «Промова Івана Мелешка, як літературний пам'ятник» і професор М. К. Добринін, вважали, що «Промова Івана Мелешка» є літературним пам'ятником XVI століття, політичним памфлетом, автор якого невідомий.
Перші ж дослідники «Промови», Юліан Нємцевич, Міхал Вишневський, Пантелеймон Куліш, Микола Костомаров анітрохи не сумнівалися, що «Промова Мелешка» була дійсно виголошена на Варшавському сеймі 1589 року смоленським каштеляном (комендантом фортеці) Іваном Мелешко, як про це сказано в назві самого твору.
На підтримку історичного існування Івана Мелешка також виступили відомий білоруський дослідник Дмитро Довгялло і професор Варшавського університету О. О. Первольф. Первольф у своїй праці «Слов'яни, їх взаємні зв'язки і відносини» (т. ІІІ, ч. II, Варшава, 1893, стор. 166) привів докази історичного існування Івана Мелешка, який дійсно був каштеляном смоленським, але дещо пізніше у 1615—1623 роках.
Історична наука в даний час дозволяє повніше реконструювати біографію Івана-Іллі Мелешка.

## Життєпис
Син Слонімського маршалка Івана Даниловича. Підкоморій мозирський, від 1591 року — Слонімський підстароста, від 1602 року — Слонімський маршалок. У 1605—1610 роках — Мстиславський каштелян, у 1610—1615 — Берестейський, а 1615—1623 — Смоленський.
На сеймі 1598 року введений у склад комісії з розмежування Мозирського повіту і Київського воєводства (його повноваження продовжені на сеймах 1609 і 1611 років). Депутат на сейм 1605 року. У 1613 році входив у склад сенаторської ради при Сигізмунді ІІІ. На Слонімщині йому належали Дев'ятковичі і Бусяж, управляв Здитівською державою. У 1606, 1609 і 1621 роках купив від Естер, вдови Іцхака Михелевича, І. Солтана і Льва Сапеги частини маєтку Жировичі.
У 1613 році був ініціатором заснування Жировицького Свято-Успенського монастиря, ігуменом якого став Йосафат Кунцевич. У 1613 і 1618 роках передав монастиреві свою частину Жировичів.

## Промова і її авторство
«Промова Івана Мелешка» являє собою зразок соціально-політичної сатири, що висміює розгнуздані звичаї польської шляхти, що погрузла в корупції і лицемірстві. Автор обурюється результатами Люблінської унії і відстоює інтереси жителів Великого князівства Литовського (литовців і білорусів), які страждають від польського гніту.
Перші дослідники промови не сумнівалися ні в автентичності промови, ні в її авторстві. Відповідно до думки Сумцова і Добриніна, промова була написана в XVI столітті, але анонімним автором. З анонімністю автора погоджується і Первольф, який, однак, відносить промову до XVII століття, оскільки автор використовує історичний персонаж вже на той час каштеляна (а можливо вже і померлого) Івана Мелешка.
Цікаву версію висунув П. Крапівін в своїй статті «До питання про час появи „Промови Івана Мелешка“ і її авторство». На його думку, промова була складена на основі записів, зроблених під час дійсного виступу Івана Мелешка на сеймі у Варшаві, але не в 1589 році, як це зазначено в «Промові», а в 1609 році, коли Мелешко, будучи каштеляном Мстиславльським виступав на сеймі. Доказом цього є вказівки в самій промові, де дружина Івана Мелешка іменується «пані Мстиславльска», а сам він зазначений представником Мозирського повіту, яким він значиться і на сеймі 1609 року. Таким чином, на думку Крапівіна, «Промова», швидше за все, була написана на підставі нотаток, зроблених свідком справжньої промови, але вже після смерті Івана Мелешка, але до 1632 року, тобто до смерті Сигізмунда III.

## На гербі Жировичів

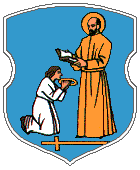
Історичний герб Жировичів

Існує припущення, що Іван Мелешко зображений на гербі Жировичів (Слонімського району Гродненської області, Білорусь) поруч зі святим Йосафатом Кунцевичем: «в блакитному полі зображення двох чоловіків — той, що справа стоїть на колінах, а той, що зліва тримає в простягнутих руках книгу».